# منظمة الصحة العالمية للتصوير والتطبيب عن بعد والتحالف للمعلوماتية

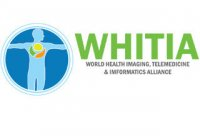

يعتبر التحالف من أجل الصحة العالمية للتصوير، التطبيب عن بعد والمعلوماتية (WHITIA) منظمة عالمية للتكنولوجيا الصحية غير هادفة للربح. أنشئت في سنة 2006 من قبل فروع جامعة نورث وسترن قرب شيكاغو وإلينوي. وترعى منظمة WHITIA علاقات إستراتيجية رفيعة المستوى مع المنظمات غير الحكومية ومبتكري صناعة التصوير والمؤسسات الأكاديمية، من أجل إدماج وتقديم تكنولوجيا تشخيصية مجدية ومستدامة للمجتمعات المحرومة في جميع أنحاء العالم. وتسعى منظمة WHITIA إلى تسهيل نشر الآلاف من النظم الرقمية للتصوير الطبي في جميع أنحاء العالم، وتمكين مليار شخص من الاستفادة من خدمة التصوير التشخيصي. وقد كانت تعرف المنظمة سابقا باسم التحالف العالمي للتصوير التشخيصي (WHIA) إلى غاية توسيع نطاقها رسميا في حزيران / يونيو 2009.
وكان أول إعلان صحفي رسمي لمنظمة WHITIA قد تم في أبريل 2009 عبر المؤتمر والمعرض السنوي لجمعية أنظمة معلومات الرعاية الصحية وإدارتها (HIMSS) في شيكاغو، إلينوي. وقد أعلنت عن شركاءها الإستراتيجيين بما في ذلك SEDECAL، Carestream Health و Merge Healthcare، وتلقي تغطية واسعة في المنشورات والمجلات المتخصصة في العلوم والتكنولوجيا الصحية. وفي المؤتمر السنوي لعام 2009 للجمعية (Society for Imaging Informatics in Medicine (SIIM في شارلوت بولاية نورث كارولينا، أعلنت منظمة WHITIA عن شراكتها مع ((SIIM، الأمر الذي سيتيح لكلتا المنظمتين التعاون بشأن مبادرات معينة. وقد جاء تصنيف منظمة WHITIA مؤخرا في المرتبة 15 من بين 25 (ما بين مؤسسات ومنظمات وأ شخاص) الأكثر أثرا في صناعة الأشعة.
في الاجتماع السنوي RSNA 2009، أطلقت منظمة WHITIA نظام Remi-d، وهو نظام عن بعد للفحص بالأشعة السينية، وذلك لاستخدامها في العالم النامي. وتتجلى نقاط قوة هذا النظام من خلال العبء الكبير الحاصل نتيجة أمراض خطيرة مثل فيروس العوز المناعي البشري (الإيدز) والعدوى المرافقة للسل، وارتفاع حالات مرض الرئة السوداء، أو تفشي أمراض أخرى معدية في الجهاز التنفسي. وتتيح الأشعة عن بعد وميزات التحكم عن بعد لنظام Remi-d للمناطق ذات الموارد المحدودة مثل جنوب الصحراء الكبرى الإفريقية وأمريكا الجنوبية والوسطى وجنوب شرق آسيا الاستفادة من فوائد الأشعة السينية في مناطق لا يوجد فيها عدد كاف من اختصاصيي الأشعة والتقنيين.
وتملك منظمة WHITIA حاليا مواقع تجريبية للأشعة السينية الرقمية المتكاملة، في جنوب أفريقيا وغواتيمالا في عيادات أنشئت لهذا الغرض. وتتطلع إلى إنشاء مواقع جديدة مؤهلة، بالشراكة مع المنظمات غير الحكومية مثل منظمة الروتاري الدولية Rotary International بينما تتعاون مع الحكومات المحلية والوطنية.